# Suragina fujianensis
Suragina fujianensis är en tvåvingeart som beskrevs av Yang 2003. Suragina fujianensis ingår i släktet Suragina och familjen bäckflugor. Inga underarter finns listade i Catalogue of Life.